# Zisterzienserinnenkloster Santa Ana (Consuegra)
Das Zisterzienserinnenkloster Santa Ana war von 1611 bis 1850 ein Kloster der Zisterzienserinnen in Consuegra in Spanien.

## Geschichte
Ein adeliges Ehepaar stiftete 1611 in Consuegra (50 km südöstlich von Toledo) das Kloster Santa Ana der Bernhardinerinnen (Bernardas Recoletas), das 1850 der Desamortisation in Spanien zum Opfer fiel. Die Nonnen gingen für zehn Jahre in das Zisterzienserinnenkloster La Purísima Concepción (Villarrobledo) und wurden dann endgültig in das Zisterzienserinnenkloster Santa Cruz (Casarrubios) inkorporiert. Das Klostergebäude in Consuegra war von 1866 bis 1983 in der Hand der Franziskaner, weshalb es heute als Antiguo Convento de los Padres Franciscanos (in der Calle Fray Fortunato und nahe der Calle Francisco de Asís) bekannt ist (inzwischen Altersheim).